# 林信太郎 (新選組)
林 信太郎（はやし しんたろう、？ - 明治元年10月5日（1868年12月10日））は、新選組隊士（伍長）。
武蔵国出身。文久3年（1863年）5月頃までに新選組の前身である壬生浪士組に入隊。長州の間者の荒木田左馬之助を粛清している。池田屋事件では土方歳三の隊に配属され四国屋方面の探索をし、池田屋へ向かい近藤勇を援護した。その功により褒賞金17両を賜っている。
鳥羽・伏見の戦い、甲州勝沼の戦いの後に永倉新八、原田左之助の靖兵隊に加わり北関東、会津などで転戦するが、水戸街道で久留米藩兵との戦いで討死した。